# Szokaj (stacja kolejowa)
Szokaj (kaz. Шоқай; ros. Шокай) – stacja kolejowa w miejscowości Szokaj, w rejonie Osakarow, w obwodzie karagandyjskim, w Kazachstanie. Położona jest na linii Astana – Szu, na trasie Nowego Jedwabnego Szlaku.